# Oligonychus gotohi
Oligonychus gotohi är en spindeldjursart som beskrevs av Ehara 1999. Oligonychus gotohi ingår i släktet Oligonychus och familjen Tetranychidae. Inga underarter finns listade i Catalogue of Life.